# Беляева, Ирина Юрьевна
Ири́на Ю́рьевна Беля́ева (в девичестве Ле́бедева; род. 22 апреля 1953) — советский и российский учёный-экономист, доктор экономических наук, профессор.
Автор более ста работ, включая монографии. Принимала участие в написании ряда учебников и учебных пособий по макроэкономике, ценообразованию и корпоративному управлению.

## Биография
Родилась 22 апреля 1953 года в Днепропетровске Украинской ССР.
В 1974 году окончила Львовский торгово-экономический институт, экономический факультет; в 1975 году — Московский кооперативный институт (ныне Российский университет кооперации), педагогический факультет.
С 1976 года преподавала политическую экономию в Полтавском кооперативном институте (ныне Полтавский университет экономики и торговли), где прошла трудовой путь от ассистента до заведующей кафедрой экономической теории. В 1979 году поступила в аспирантуру Московского финансового института (ныне Финансовый университет при Правительстве Российской Федерации) по кафедре политической экономии, которую успешно (с защитой кандидатской диссертации) окончила в 1983 году; в 1996 году поступила в докторантуру Финансового университета, которую окончила в 1999 году с защитой докторской диссертации на тему «Финансово-промышленный капитал в условиях перехода к рыночной экономике».
Продолжив свою трудовую деятельность в Финансовом университете, одной из первых начала научные исследования по экономическим проблемам становления и развития финансово-промышленных интегрированных корпоративных структур. С 1997 года принимает участие в организации и работе аналитической группы по исследованию и проектированию ФПГ при университете, организует заседания круглых столов, научные конференции, научно-практические семинары по проблемам корпоративного строительства и управления в России. В 2000—2001 годах являлась членом комитета по корпоративному управлению Торгово-промышленной палаты РФ, принимала участие в парламентских слушаниях по проблемам корпоративного управления.
В качестве заведующей кафедрой «Государственное, муниципальное и корпоративное управление» работает над становлением научной школы по управленческим наукам, является научным руководителем и консультантом ряда соискателей ученых степеней кандидатов и докторов экономических наук, регулярно принимает участие в рецензировании диссертационных работ, выступает в качестве официального оппонента по кандидатским и докторским диссертациям, является членом диссертационного совета Финансовой академии по защите диссертаций на соискание ученой степени доктора и кандидата наук. Руководитель магистерской программы «Управление государственной и муниципальной собственностью».
Является членом Комитета по корпоративному управлению и инвестициям и Комитета по корпоративной социальной ответственности Ассоциации менеджеров России. Член совета УМО вузов России в области менеджмента, член редколлегий журналов «Эффективный антикризисный управляющий» и «Экономические системы».

## Заслуги
- Благодарность Правительства Российской Федерации (2013, за активное участие в подготовке кадров высшей квалификации и многолетний добросовестный труд).
- Лауреат премии Президента Российской Федерации в области образования (за 2000 год) за издание учебника «Оценка бизнеса» для учебных заведений высшего профессионального образования)[5].
- Удостоена почетного звания «Заслуженный работник высшей школы Российской Федерации» присвоено Указом Президента РФ от 08.02.2011 года (за заслуги в научной работе, значительный вклад в дело подготовки высококвалифицированных специалистов) и нагрудного знака «Почетный работник высшего профессионального образования Российской Федерации» (2006, за значительный вклад в дело подготовки высококвалифицированных специалистов).
- Имеет почетный статус «Ординарный профессор Финансового университета».
- Удостоена многих благодарностей и Почётной грамоты Финансового университета.
- Действительный член-академик Российской муниципальной академии.